# Messerschmitt Me 163 Komet
Messerschmitt Me 163 Komet je bil nemški raketni prestreznik iz 2. svetovne vojne. Bil je prvo operativno raketno letalo. Zasnoval ga je inženir Alexander Lippisch. Prvič je poletel 1. septembra 1941. Dizajn je bil revolucionalen na več področjih, poleg raketnega motorja so uporabili tudi puščičasto krilo. Na testih julija 1944 je dosegel rekordno hitrost 1.130 km/h (700 mph). 
Komet ni bil efektivno vojaško orožje, imel je kratek dolet in kratek čas leta. Sestrelil je samo okrog 9 bombnikov. Skupno so zgradili okrog 370 Me 163. 

## Specifikacije (Me 163 B-1)
Splošne karakteristike
- Posadka: 1
- Dolžina: 5,98 m (19 ft 7 in)
- Razpon kril: 9,33 m (30 ft 7 in)
- Višina: 2,75 m (9 ft 0 in)
- Površina kril: 18,5 m² (200 ft²)
- Teža praznega letala: 1905 kg (4200 lb)
- Naložena teža: 3950 kg (8710 lb)
- Maks. vzletna teža: 4310 kg (9500 lb)
- Pogon letala: 1 × Walter HWK 109-509A-2 tekočegorivni raketni motor, 17 kN (3800 lbf)

 Zmogljivost 
- Maks. hitrost: 959 km/h (596 mph)
- Doseg: 40 km (25 milj)
- Višina leta: 12100 m (39700 ft)
- Hitrost vzpenjanja: 50 m/s (9.800 ft/min) na višini 1000 metrov; 160 m/s (31.000 ft/min) na višini 12000m ()
- Obremenitev kril: 213 kg/m² (43 lb/ft²)
- Razmerje potisk/teža: 0,42

Oborožitev

- Strelno orožje: 2 × 30 mm (1.18 in) Rheinmetall Borsig MK 108 topova, vsak s 60 naboji